# Eugène Sadoux
Jean Eugène Sadoux  (né le 11 mai 1840 (acte 247, page 65) à Angoulême (Charente) et mort en novembre 1906 à Tunis) est un peintre, lithographe et graveur à l'eau-forte du XIXe siècle.

## Éléments biographiques
Élève d'Edward May, Eugène Sadoux le seconde dans la décoration de l'hôtel de ville d'Angoulême.
Il étudia la gravure et le dessin à Paris. 
Il dessina pour les revues : Le Magasin pittoresque, Le Monde illustré, l'Illustration.
Il a notamment peint en 1871 des aquarelles représentant les fresques templières de la Commanderie de Cressac-Saint-Genis, offrant ainsi une vision (d'artiste ?) de peintures dont certains éléments ont disparu depuis.

« L'un des meilleurs élèves de M. May est M. Eugène Sadoux ; il a déjà marqué sa place parmi nos dessinateurs les plus intelligents, et cela par son propre mérite ; - ce qui est à considérer.
Après avoir fait de la peinture décorative à Paris, M. Sadoux s'occupa de dessiner des bois édités par différentes publications ; c'est ainsi que le Magasin pittoresque, le Monde Illustré, l'Illustration et d'autres encore, contiennent plusieurs de ses croquis. Ce jeune artiste est doué d'une qualité précieuse : il copie avec exactitude : aussi voyons nous de ses dessins dans le Bulletin de la Société Archéologique de la Charente. C'est le motif qui lui a valu la préférence de M. Gellibert des Seguins pour les planches d'un travail historique que prépare notre honorable député. Je n'oublierai pas les crayons de la Charente communale, dus au même crayon. M. Gustave de Rencogne, qui par ses recherches infatigables et sa connaissance des chartes a éclairci bien des points obscurs de notre histoire, a confié à M. Sadoux les lithographies des tombeaux de St Maurice de Montbron ; ces reproductions ont satisfait l'homme de goût et le savant.
Voici une petite liste de quelques dessins historiques de M. Sadoux : portrait de Jean Faure dans sa chaire et ses armes, pour la Biographie de ce jurisconsulte par M. Léridon, avocat ; -deux Christs- bronze et cuivre émaillé- des XIe et XIIe siècles, appartenant à M. Aemile B.-L., pour le Bulletin de la Société Archéologique et un ouvrage de M. Gellibert des Seguins; l'Église collégiale de Blanzac, pour la Simple Note de M. Eusèbe Castaigne ; objets d'antiquité pour un Mémoire sur les Agésinates, de M. Castaigne ; vases antiques, urnes funéraires, cachets, médailles, blasons, sceaux de chartes, etc, etc. - M. Eugène Sadoux sait bien que les artistes de la Renaissance ne négligeaient aucune œuvre; il sait que les plus illustres burinaient l'or et le bronze, peignaient des arabesques sur les murs des tavernes, - des fresques dans les palais royaux et les temples saints ; aussi, lorsqu'il seconda M. May dans l'exécution des peintures de la Mairie, il eut à cœur de justifier la confiance que le maître avait en son disciple. M. Eugène Sadoux est jeune, il possède l'amour de l'art et ne croit pas que l'on s'improvise artiste ; c'est assez faire son éloge, car M. Sadoux est un artiste modeste malgré son talent. »

— Emile Biais-Langoumois, Essai sur le dessin et la peinture à Angoulême, 1866, pp 25-26.

## Collection du musée d'Angoulême

### Gravures
- « Théâtre des Bouchauds » : vues des fouilles et détails du matériel extrait (série de lithographies noir et blanc, 21 × 25 environ, sauf la planche II panoramique du site : 22 cm × 65 cm);
- « Hôtel de Ville d'Angoulême » : 29-5-1868 ? (lithographie de Lalemand d'après un dessin de Sadoux, 57 cm × 45 cm);.
- « Le nouvel Hôtel de Ville d'Angoulême » : 1868 (estampe sur bois, 20,5 cm × 26,7 cm);.
- « La Maison de Saint-Simon à Angoulême » : 1870 (eau-forte, 23,3 cm × 17 cm);.
- « Château de la Rochefoucauld », vue générale : vers 1879-1880 (eaux-fortes, 14 cm × 18 cm environ, pour l'imprimeur Eudes , Paris);
- « Château de la Rochefoucauld », cour, façade : 1880 (eaux-fortes, 23 cm × 29 cm environ, pour l'éditeur Quantin);
- « Château de la Rochefoucauld », cour, escalier, façade Sud : vers 1880 (eaux-fortes, 18 cm × 25 cm environ);
- «  Château d'Oyron (Oiron) :  façade de la Galerie Renaissance et grand escalier », eaux-fortes hors-texte reliées avec d'autres dans un album anonyme relié de la fin du XIXe siècle relatif au château (coll. privée);

### Dessins
- Fresques du Temple de Cressac, septembre 1871 (relevé à l'aquarelle sur papier, dimensions diverses, autrefois sur un grand châssis toilé de 88 cm × 178 cm; restauré et remonté en 1996 dans sept marie-louise);
- Intérieur du Temple de Cressac, 1872 (aquarelle sur papier, 23,5 cm × 30,5 cm);
- Saint-Amant-de-Boixe, mai 1872 (aquarelle sur papier, 27 cm × 40 cm);
- Fresques de la crypte de Saint-Amant-de-Boixe , juin 1872 (relevé à l'aquarelle sur papier, 88 cm × 118,5 cm);
- Les bords du gouffre de la Touvre, avril 1872 (aquarelle sur papier, 36,5 cm × 49 cm).